# Рахель Коен-Каган
Рахель Коен-Каган (уроджена Рахіль Яківна Любарська; 19 лютого 1888, Одеса — 15 жовтня 1982, Ізраїль) — ізраїльський політик і діяч сіоністського руху, одна з двох жінок, які підписали Декларацію про проголошення Незалежності Ізраїлю.

## Походження та навчання
Рахіль Янкелівна Любарська народилася в Одесі в родині відомого в місті присяжного повіреного Якова (Янкеля Йосиповича) Любарського та Міріам (Марії Мойсеївни) Бернштейн, які проживали в будинку Шляйна на Італійській вулиці.
Рахіль закінчила гімназію, навчалася на Вищих жіночих курсах в Одесі, потім у Санкт-Петербурзі. Вона спеціалізувалася на математиці.

## Одруження
У 1913 році вийшла заміж за лікаря Ноя Мойсейовича Кагана (уродженця Риги, 1885—?), випускника Бреславльского університету, який в наступному році виїхав з сестрою і матір'ю в Палестину. Рахіль з дитиною залишалися в Одесі до 1919 року.

## Політична діяльність
У 1919 році на кораблі «Руслан» Рахіль Каган прибула в Хайфу. Учасниця Міжнародної жіночої сіоністської організації (WIZO), один з керівників WIZO в Ерец-Ісраель, в 1938 році була обрана головою WIZO.
В 1932 році Рахіль Каган була призначена головою Комітету з соціальної допомоги при муніципальному комітеті Хайфи, і перебувала на цій посаді до 1946 року. У 1946 році призначена директором департаменту соціального Єврейської національної ради. Член Моецет Га-Ам від WIZO, а в 1948 році підписала Декларацію незалежності Ізраїлю і була другою жінкою серед підписантів (ще Декларацію підписала Голда Меїр).
На перших виборах в Кнесет WIZO отримала 1,2 % голосів та одне місце, яке посіла Р. Коен-Каган. Пізніше, вона приєднується до Ліберальної партії і стає депутатом парламенту від цієї партії також і в 1961 році.

## Родина
Рахель Коен-Каган мала двох дітей.
Сестра її чоловіка — ізраїльський педіатр і організатор охорони здоров'я Олена Мойсеївна Каган (1889, Ташкент — 1978, Єрусалим), лауреат Премії Ізраїлю (1975), дружина угорського та ізраїльського скрипаля Еміля Хаузера.